# Baltische Eisenbahn

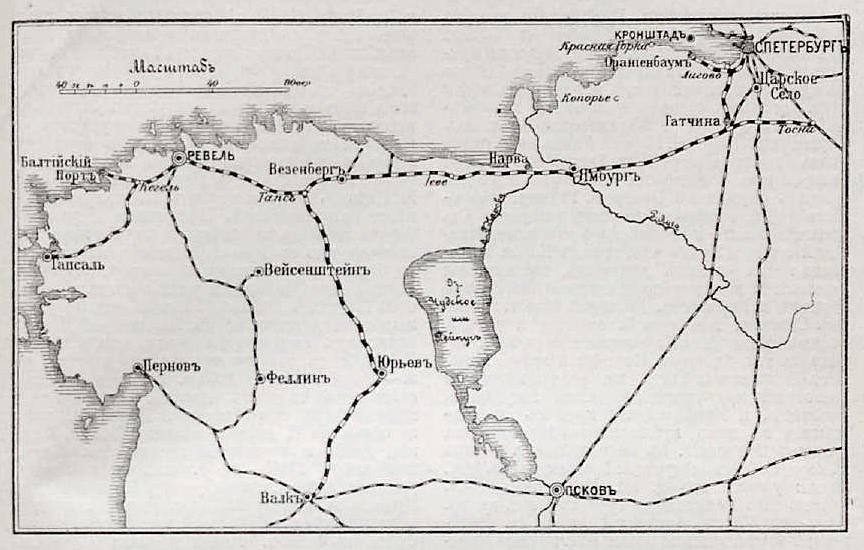
Eisenbahnstrecken der Baltischen Eisenbahn-Gesellschaft

Die Baltische Eisenbahn-Gesellschaft (russisch Общество балтийской желъзной дороги Obschtschestwo baltijskoj schelesnoj dorogi) war eine anfangs private, später staatliche Eisenbahngesellschaft im Russischen Reich. Sie existierte von 1868 bis 1907 (Betrieb seit 1870). Die Hauptstrecke der Gesellschaft verband die Ostseehäfen Reval (heute Tallinn) und Baltischport (heute Paldiski) mit Sankt Petersburg und der Bahnstrecke Sankt Petersburg–Moskau (der damaligen Nikolaibahn, russisch Nikolajewskaja schelesnaja doroga). Die Strecken liegen heute auf den Territorien der russischen Oblasten Leningrad und Pskow sowie Estlands und Lettlands. Alle Strecken waren in russischer Breitspur (1524 mm) ausgeführt.

## Geschichte

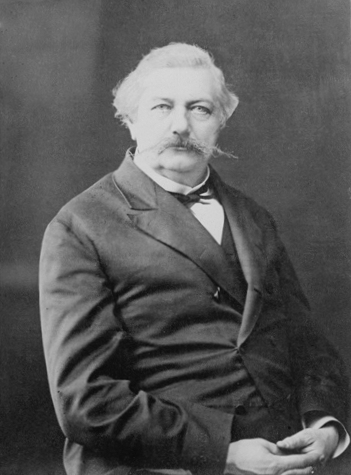
Baron Alexander von der Pahlen (1819–1895)

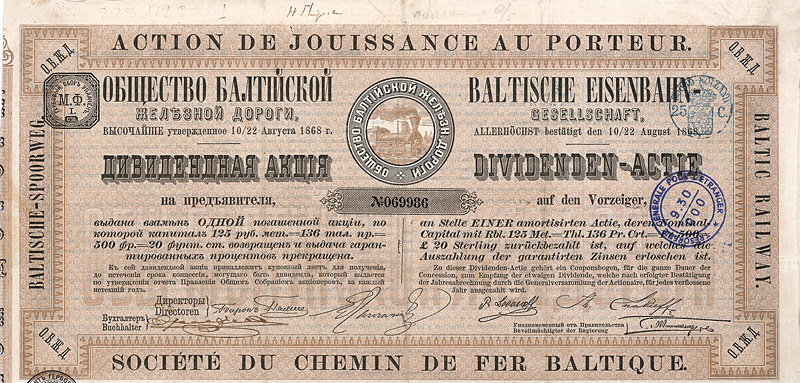
Aktie über 125 Rubel der Baltischen Eisenbahn-Gesellschaft von 1875

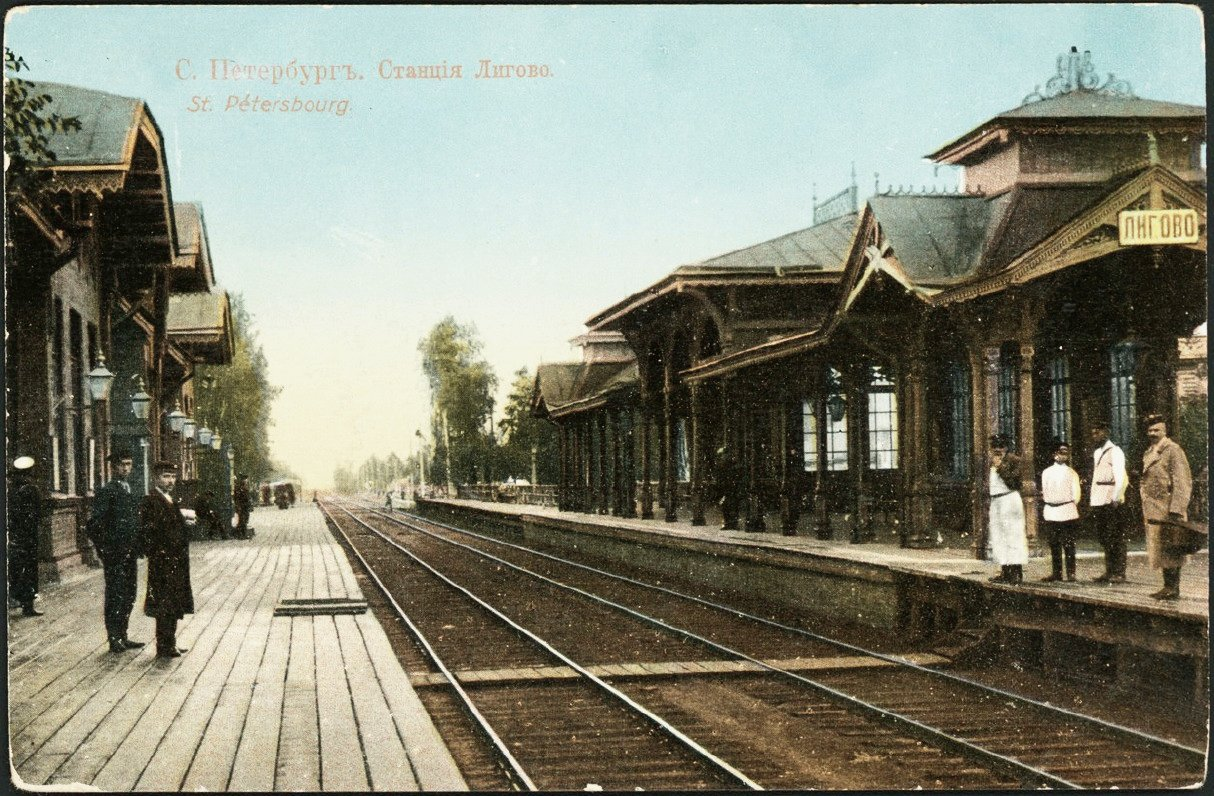
Station Ligowo der Baltischen Eisenbahn (Anfang des 20. Jahrhunderts)

Die Baltische Eisenbahn-Gesellschaft wurde vom Baron Alexander von der Pahlen (1819–1895) im Auftrag der Estländischen Ritterschaft gegründet. Am 10.jul. / 22. August 1868greg. erteilte der russische Kaiser Alexander II. die Konzession für die Eisenbahn von Baltischport (russisch Baltijski port) über Reval, Wesenberg (heute Rakvere) und Narwa bis zu einem Anschlusspunkt an den Strecken Sankt Petersburg – Warschau oder Sankt Petersburg – Oranienbaum (heute Lomonossow) über höchstens 377 Werst (402 Kilometer).
Die Strecke führte etwas über die ursprünglich genehmigten Endpunkte hinaus in Richtung Osten, von Baltischport bis nach Tosno an der Strecke Sankt Petersburg – Moskau. Sie war knapp 390 Werst (414 Kilometer) lang und wurde am 24. Oktoberjul. / 5. November 1870greg. für den regulären Verkehr freigegeben. Wenig später, am 13.jul. / 25. November 1870greg. wurde die Konzession für die Dauer von 85 Jahren bestätigt, wobei sich der Staat das Recht auf Erwerb der Gesellschaft nach frühestens 20 Jahren vorbehielt.
Am 11.jul. / 23. Februar 1872greg. kaufte die Baltische Eisenbahn die Petershofer Eisenbahn, die von Sankt Petersburg aus die zwischen 1857 und 1864 eröffneten Vorortstrecken nach Oranienbaum (Lomonossow) und Krasnoje Selo betrieb, und begann sogleich mit dem Bau einer Verbindung zwischen den beiden Streckennetzen. Noch im gleichen Jahr, am 12.jul. / 24. Dezembergreg. wurde diese Verbindung zwischen Gattschina und Krasnoje Selo in Betrieb genommen. Der Personenverkehr der Baltischen Bahn in Richtung Reval wurde seither vom Sankt Petersburger Baltischen Bahnhof über Ligowo und Krasnoje Selo nach Gattschina-Baltischer Bahnhof (Baltijskaja) geführt. Seit der Elektrifizierung 1937 dient dieser Abschnitt vor allem dem Vorortverkehr, während der Fernverkehr bis zu dessen Schließung 2001 vom Warschauer Bahnhof über die auf diesem Abschnitt bereits seit 1857 existierende Parallelstrecke der Sankt-Petersburg-Warschauer Eisenbahn nach Gattschina-Warschauer Bahnhof (Warschawskaja) geführt wurde. Der größte Teil des Güterverkehrs wurde zwischen Gattschina und Tosno an der Sankt-Petersburg-Moskauer Strecke südlich an Sankt Petersburg vorbeigeführt.
Am 21. Dezember 1874jul. / 2. Januar 1875greg. genehmigte der Kaiser die Pläne der Gesellschaft zum Bau einer Zweigstrecke von Taps (heute Tapa) nach Derpt (deutsch Dorpat, heute Tartu). Diese nahm knapp zwei Jahre später, am 19.jul. / 31. Dezember 1876greg. den Betrieb auf.
Nach Beschluss des Ministerrates und des Wirtschaftsdepartements des Staatsrates vom 13.jul. / 25. März 1893greg. erwarb der russische Staat die Gesellschaft zum 1.jul. / 13. Aprilgreg. des Jahres. Knapp zwei Monate später, am 26. Maijul. / 7. Juni 1893greg. wurde die Baltische Eisenbahn mit der seit 1889 bestehenden Pskow-Rigaer Eisenbahn vereinigt und trug fortan den Namen Baltische und Pskow-Rigaer Eisenbahn (Baltijskaja i Pskowo-Rischskaja schelesnaja doroga).
1901 wurden 7.502.861 Passagiere und 180.646.942 Pud (knapp 3 Millionen Tonnen) Güter befördert.
1905 eröffnete die Gesellschaft noch eine Strecke von Kegel (heute Keila) bei Reval nach  Hapsal (Haapsalu), bevor sie auf Grund „Allerhöchster Anordnung“ des Kaisers Nikolaus II. vom 14.jul. / 27. Juli 1906greg. per 1.jul. / 14. Januar 1907greg. zusammen mit der 1853 entstandenen und 1895 verstaatlichten Sankt-Petersburg-Warschauer Eisenbahn (Sankt-Peterburgo-Warschawskaja schelesnaja doroga) in den neu gegründeten Nordwesteisenbahnen (Sewero-Sapadnyje schelesnyje dorogi) aufging.

## Strecken
In der folgenden Tabelle sind alle Strecken, die von der Baltischen sowie der Baltischen und Pskow-Rigaer Eisenbahn bis Ende 1906 betrieben wurden, anfangs nach dem Datum ihrer Eröffnung sortiert aufgeführt. Die Strecke Sankt Petersburg – Peterhof – Oranienbaum (Lomonossow) sowie wenige andere, kurze Abschnitte waren zweigleisig ausgebaut, alle anderen eingleisig. Die maximale Betriebslänge betrug 1004 Werst (1071 Kilometer). 1902 betrug die Gesamtgleislänge 1262 Werst (1346 Kilometer) und die Anzahl der Bahnhöfe 110.
| Strecke (heutige Namen)     | Strecke (Namen bei Eröffnung) | Eröffnung                               | Länge (Werst/Saschen) | Länge (Kilometer) |
| --------------------------- | ----------------------------- | --------------------------------------- | --------------------- | ----------------- |
| Sankt Petersburg – Peterhof | Sankt Petersburg – Peterhof   | 21. Julijul. / 2. August 1857greg.      | 26 W. 455 S.          | 30,8              |
| Ligowo – Krasnoje Selo      | Ligowo – Krasnoje Selo        | 14.jul. / 26. Juni 1859greg.            | 11 W. 152 S.          | 12,1              |
| Peterhof – Lomonossow       | Peterhof – Oranienbaum        | 7.jul. / 19. Juni 1864greg.             | 10 W. 360 S.          | 11,4              |
| Paldiski – Tosno            | Baltischport – Tosno          | 24. Oktoberjul. / 5. November 1870greg. | 388 W. 170 S.         | 414,3             |
| Gattschina – Krasnoje Selo  | Gattschina – Krasnoje Selo    | 12.jul. / 24. Dezember 1872greg.        | 21 W. 228 S.          | 22,9              |
| Tapa – Tartu                | Taps – Derpt                  | 19.jul. / 31. Dezember 1876greg.        | 105 W. 408 S.         | 112,9             |
| Pskow – Riga                | Pskow – Riga                  | Juli 1889                               | 286 W.                | 305,1             |
| Valga – Tartu               | Walk – Derpt                  | Juli 1889                               | 78 W.                 | 83,2              |
| Keila – Haapsalu            | Kegel – Hapsal                | 15.jul. / 28. November 1905greg.        | 73 W. 150 S.          | 78,2              |

Anmerkungen:
1. ↑  Eine Werst umfasste 500 Saschen.
2. 1 2 3  Eröffnet von der Peterhofer Eisenbahn; im Bestand der Baltischen Eisenbahn ab 11. Februarjul. / 23. Februar 1872greg.
3. 1 2  Eröffnet von der Pskow-Rigaer Eisenbahn; im Bestand der Baltischen und Pskow-Rigaer Eisenbahn ab 26. Maijul. / 7. Juni 1893greg.

## Lokomotiven und Wagen
Am 1. Januar 1889 verfügte die Baltische Eisenbahn über 135 Dampflokomotiven, 292 Personen- und 2661 Güterwagen, im Jahr 1902 über 488 Personen-, 50 Post- und Gepäck- sowie 3602 Güterwagen.
Die ersten Lokomotiven der Baltischen Eisenbahn sowie die elf (von ursprünglich 16) von der Peterhofer Eisenbahn übernommenen Lokomotiven wurden von deutschen und englischen Hersteller geliefert. Ab 1874 wurden auch Lokomotiven russischer Hersteller beschafft, nach 1876 ausschließlich.
Im Personenverkehr ging man 1904 mit der Anschaffung von zwei Lokomotiven der Baureihe Н (später Ж) zu dreifach gekuppelten Lokomotiven über. Für den Güterverkehr wurden anfangs Dreikuppler, ab 1883 auch Vierkuppler eingesetzt. Bei allen Triebfahrzeugen der Baltischen Eisenbahn handelte es sich um Schlepptenderlokomotiven.
| Baureihe               | Bauart                 | Hersteller             | Anzahl                 | Lieferzeitraum         | Bemerkung |
| Personenzuglokomotiven | Personenzuglokomotiven | Personenzuglokomotiven | Personenzuglokomotiven | Personenzuglokomotiven | Personenzuglokomotiven |
| ---------------------- | ---------------------- | ---------------------- | ---------------------- | ---------------------- | --- |
| –                      | 2B                     | Karlsruhe              | 3                      | 1856–1860              | Namen bei der Peterhofer Eisenbahn: Karolina, Alexei, Wassili; bald nach Übernahme ausgemustert                                                               |
| –                      | 1A1                    | Sharp                  | 2                      | 1857–1858              | Namen bei der Peterhofer Eisenbahn: Strelnja, Jekaterina (2); Baureihen Д, Е; bald nach Übernahme ausgemustert                                                |
| БА                     | 1B                     | Borsig                 | 6                      | 1863–1867              | Namen bei der Peterhofer Eisenbahn: Jelena, Marija, Nadeschda, Oranienbaum, Peterhof, Alexander; Baureihe З; drei der Lokomotiven erst nach 1893 ausgemustert |
| Б                      | 1B                     | Schwartzkopff          | 16                     | 1869                   | bei den Nordwesteisenbahnen Baureihe БЦ |
| БВ                     | 1B                     | Wotkinsk               | 6                      | 1874                   | Bauart Borsig; 1895 abgegeben an Polessje-Eisenbahn, Baureihen А und В                                                                                        |
| Б                      | 1B                     | Schwartzkopff          | 6                      | 1875                   | bei den Nordwesteisenbahnen Baureihe БШ |
| БП                     | 2'B                    | Putilow                | 13                     | 1899                   | bei den Nordwesteisenbahnen Baureihe П, ab 1912 Baureihe ПП                                                                                                   |
| Н                      | 2'C                    | Newski                 | 2                      | 1904                   | bei den Nordwesteisenbahnen Baureihe КБ, ab 1912 Baureihe Ж                                                                                                   |
| Güterzuglokomotiven    |                        |                        |                        |                        | |
| Г                      | C                      | Schwartzkopff          | 34                     | 1870–1871              | bei den Nordwesteisenbahnen Baureihe ГШ |
| ГА                     | C                      | Newski                 | 6                      | 1874                   | |
| ГБ                     | C                      | Schwartzkopff          | 25                     | 1875–1876              | bei den Nordwesteisenbahnen Baureihe ГК |
| ГВ                     | C                      | Newski                 | 23                     | 1875–1876              | |
| М                      | D                      | Newski                 | 4                      | 1883                   | ab 1912: Baureihe ЧН |
| РО                     | D                      | Newski                 | 7                      | 1884                   | ab 1912: Baureihe ЧН |
| І                      | D                      | Kolomna                | 6                      | 1888                   | ab 1912: Baureihe ЧК |
| П                      | D                      | [ B 4 ]                | 49                     | 1897–1903              | ab 1912: Baureihe ОД |

Anmerkungen:
1. ↑  Die Baltische Eisenbahn führte Baureihenbezeichnungen 1872 ein.
2. 1 2 3  Geliefert an die Peterhofer Eisenbahn
3. 1 2 3  Baujahr, gebraucht geliefert an die Pskow-Rigaer Eisenbahn
4. ↑  An den Lieferungen dieser Baureihe an viele russische Bahngesellschaften waren alle russischen Lokomotivhersteller beteiligt; die genaue Zuordnung von Herstellern zu Bahngesellschaften ist nicht bekannt.
5. ↑  Gesamtzeitraum der Produktion dieser Unterbaureihe; der genaue Zeitraum der Lieferung an die Baltische und Pskow-Rigaer Eisenbahn ist nicht bekannt.